# Jaime Lorente
Jaime Lorente López (Murcia, 12 december 1991) is een Spaans acteur. Hij is bekend geworden door zijn rol als Daniel "Denver" Ramos in de Netflix-serie La casa de papel en Fernando "Nano" García Domínguez in de televisieserie Élite.

## Biografie
Lorente werd geboren in Murcia en heeft een zus. Hij leerde acteren aan de La Escuela Superior de Arte Dramático de Murcia.

## Filmografie

### Televisie
- Catàleg d'autoritats de noms i títols de Catalunya: 981058611565706706
- Virtual International Authority File: 2980157527312727300002